# Smutsstinkfly
Smutsstinkfly, Reduvius personatus, är en halvvingeart som först beskrevs av Carl von Linné 1758.  Smutsstinkfly ingår i släktet Reduvius och familjen rovskinnbaggar, Reduviidae. Arten är reproducerande i Sverige. Inga underarter finns listade i Catalogue of Life.

Smutsstinkflyet hittas ibland inomhus, främst på vindar, i uthus och liknande, där de lever av andra insekter som det suger ur. Som nymf kallas arten också för dammlejon eller dammskinnbagge eftersom kroppen är svagt klibbig och samlar på sig damm som fungerar som kamouflage.

## Bildgalleri

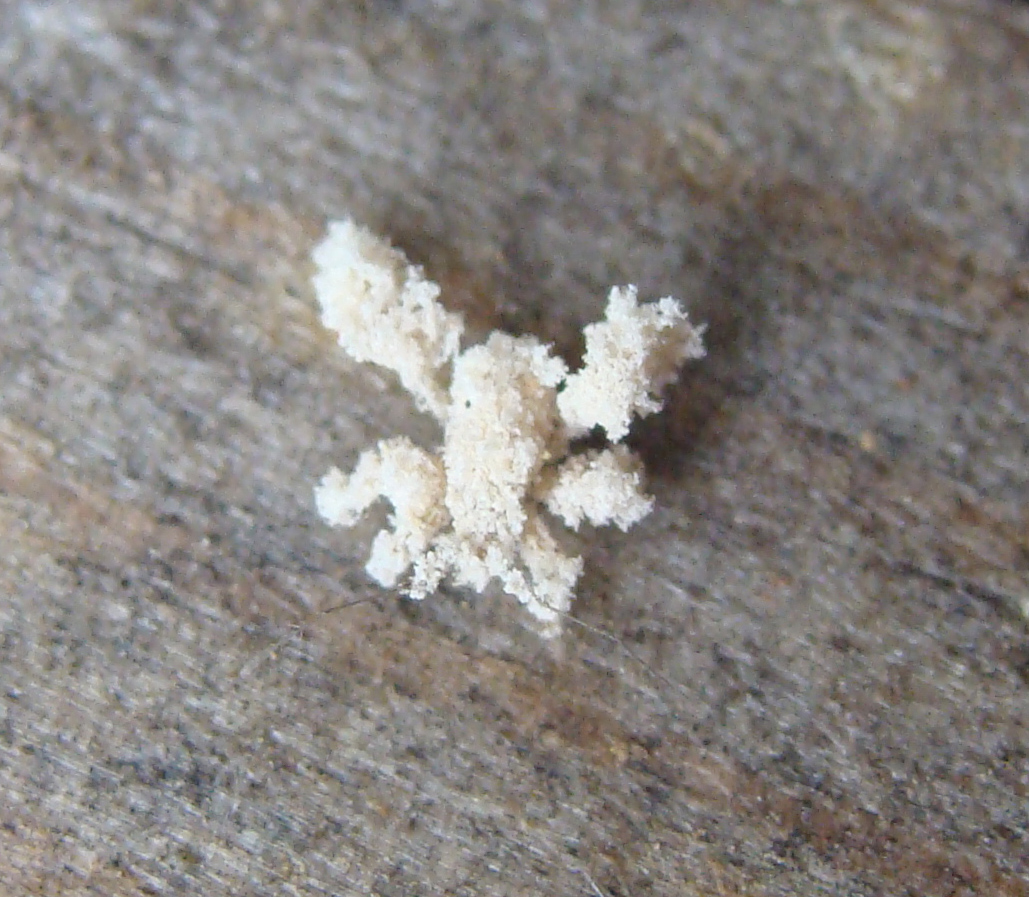
Dammlejon, en nymf av smutsstinkfly täckt med sågspån.
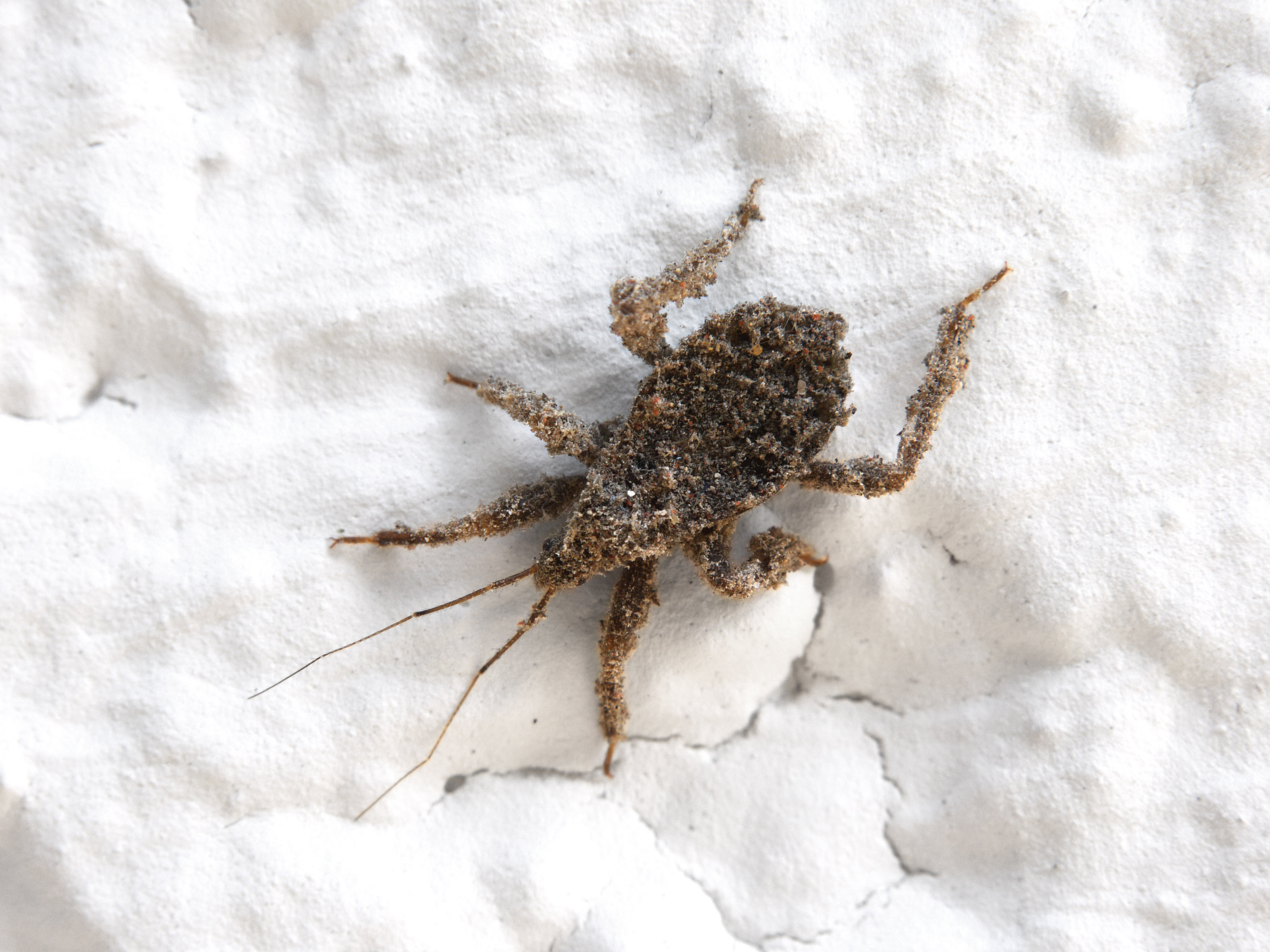
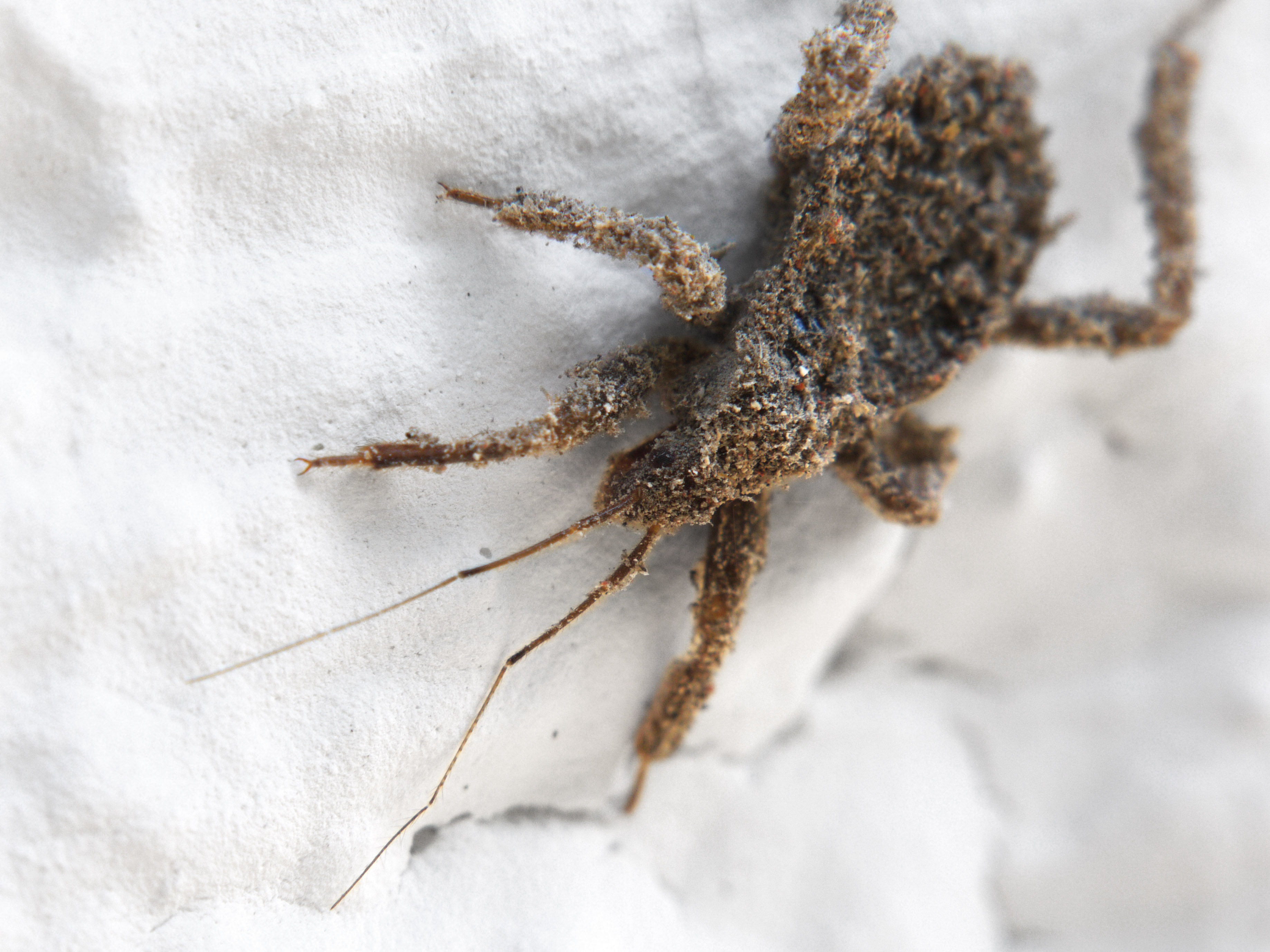
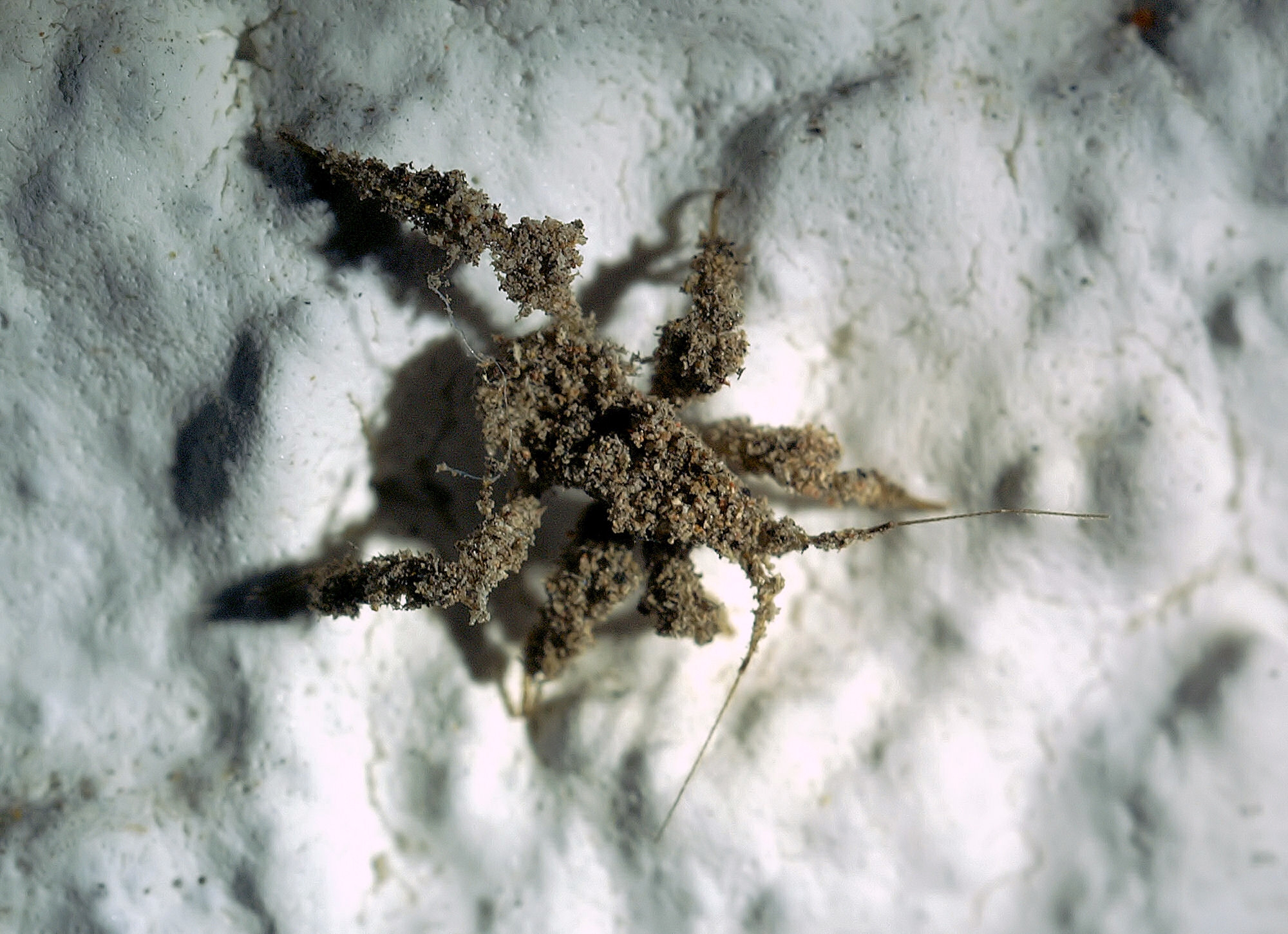
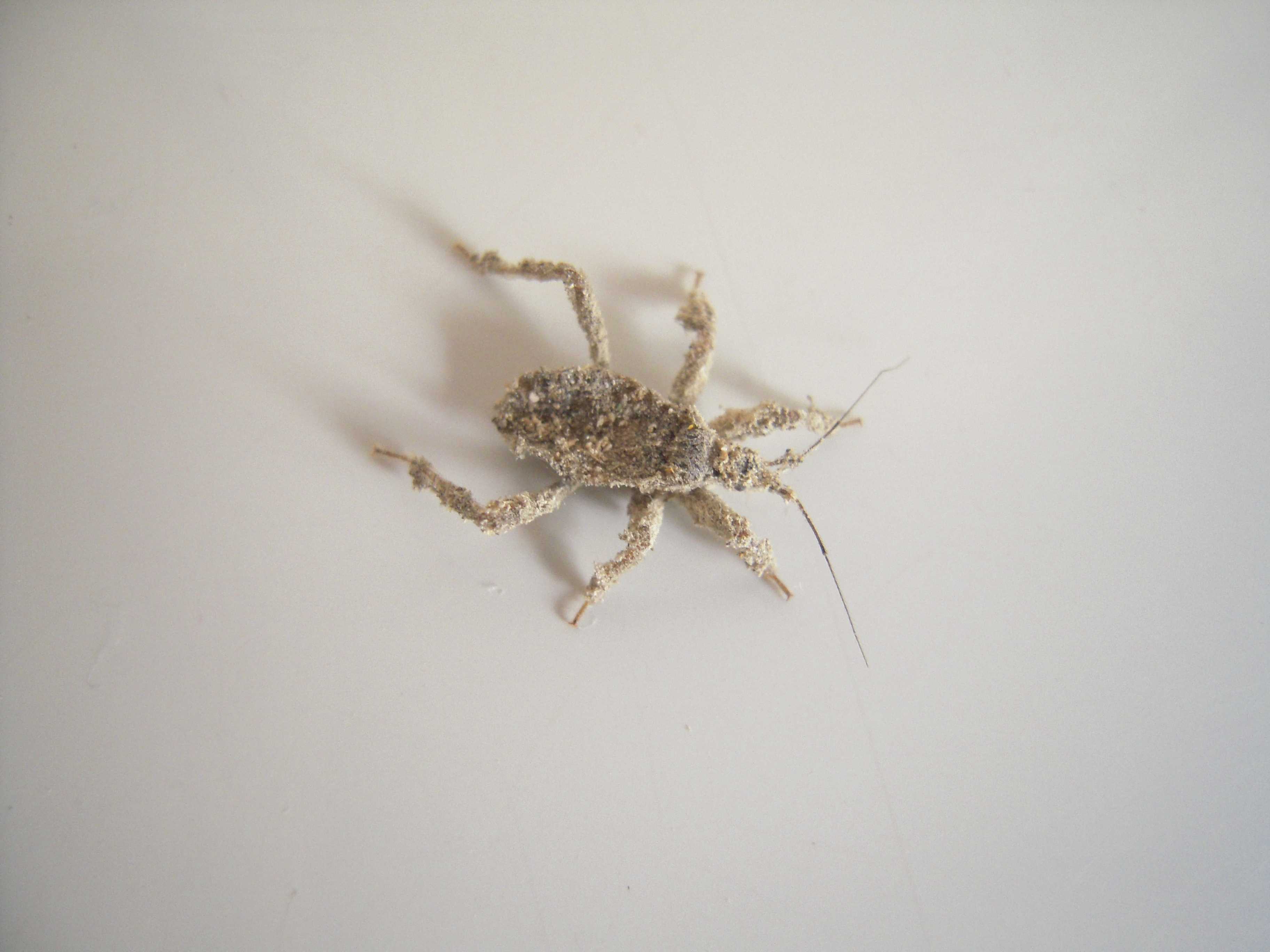
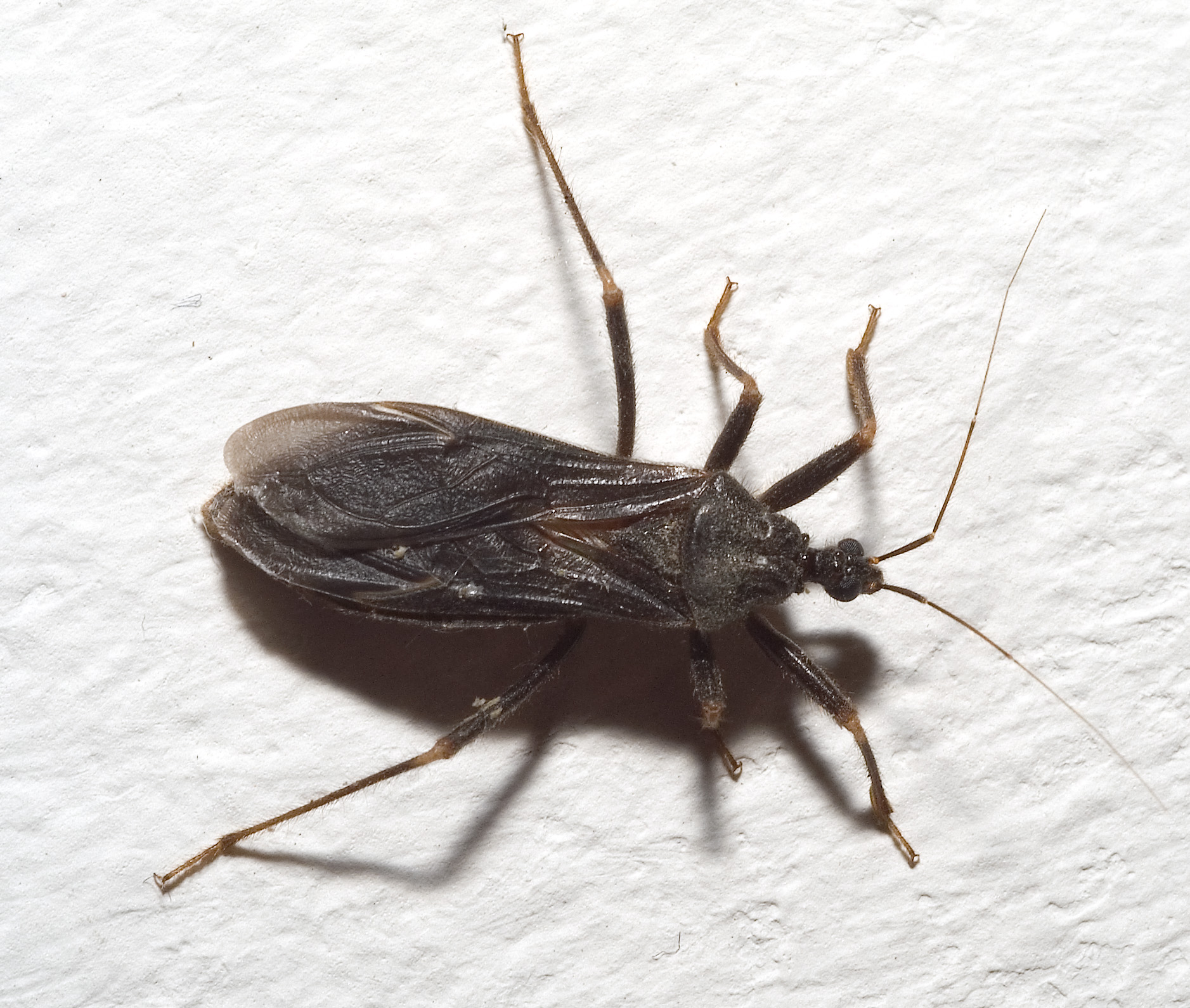
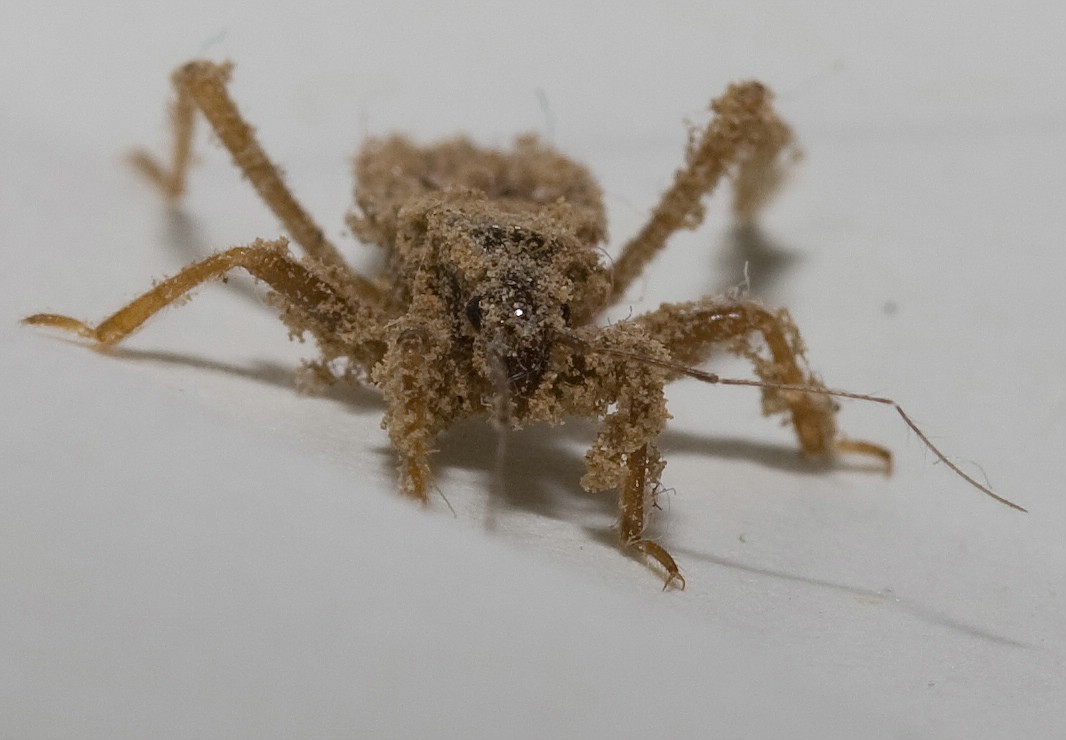